# 舒格洛夫海岸 (佛羅里達州)
舒格洛夫海岸（英語：Sugarloaf Shores）是位於美國佛羅里達州門羅縣的一個非建制地區。該地的面積和人口皆未知。

## 地理
舒格洛夫海岸的座標為24°38′38″N 81°33′43″W / 24.644°N 81.562°W，而該地的平均海拔高度為1米（即3英尺）。